# Ceratostylis breviceps
Ceratostylis breviceps är en orkidéart som beskrevs av Henry Nicholas Ridley. Ceratostylis breviceps ingår i släktet Ceratostylis och familjen orkidéer. Inga underarter finns listade i Catalogue of Life.